# العبودية (حمص)
العبودية قرية سوريّة تتبع إداريّاً لمحافظة حمص منطقة حمص ناحية حمص، بلغ تعداد سكانها 178 نسمة حسب التعداد السكاني لعام 2004.